# Al-Vádí al-Gadíd
Al-Vádí al-Gadíd, česky Nové údolí, je dle rozlohy největší, avšak podle počtu obyvatel a hustoty zalidnění nejmenší egyptský guvernorát. Nachází se v západní a jihozápadní části země. Tvoří část jižních hranic Egypta se Súdánem a část hranic s Libyí. Jeho rozloha je 440 098 km2, v roce 2012 zde žilo 208 000 obyvatel. Hustota zalidnění tedy činí 0,47 ob./km2. Hlavním městem guvernorátu je město Chárga, které se nachází ve stejnojmenné oáze.